# فروکتون
فروکتون (به انگلیسی: Fructone) با فرمول شیمیایی C۸H۱۴O۴ یک ترکیب شیمیایی با شناسه پاب‌کم ۸۰۸۶۵ است. که جرم مولی آن ۱۷۴٫۱۹ g/mol می‌باشد. شکل ظاهری این ترکیب، مایع شفاف است.